# Fresney-le-Puceux
Pour les articles homonymes, voir Fresney.
Fresney-le-Puceux est une commune française, située dans le département du Calvados en région Normandie, peuplée de 803 habitants.

## Géographie
Fresney-le-Puceux est une commune du pays de Caen située à 6 kilomètres de Bretteville-sur-Laize et à 14 kilomètres de Caen, sur la Laize.

### Hydrographie
La commune est située dans le bassin Seine-Normandie. Elle est drainée par la Laize, le Tourtous, le fossé 01 du Champ Mirey, le ruisseau du Val Distrait et divers autres petits cours d'eau,.
La Laize, d'une longueur de 32 km, prend sa source dans la commune de Martigny-sur-l'Ante et se jette  dans l'Orne à Laize-Clinchamps, après avoir traversé 15 communes. Les caractéristiques hydrologiques de la Laize sont données par la station hydrologique située sur la commune. Le débit moyen mensuel est de 1,05 m3/s. Le débit moyen journalier maximum est de 10,5 m3/s, atteint lors de la crue du 18 janvier 2024. Le débit instantané maximal est quant à lui de 21,7 m3/s, atteint le 4 janvier 2018.

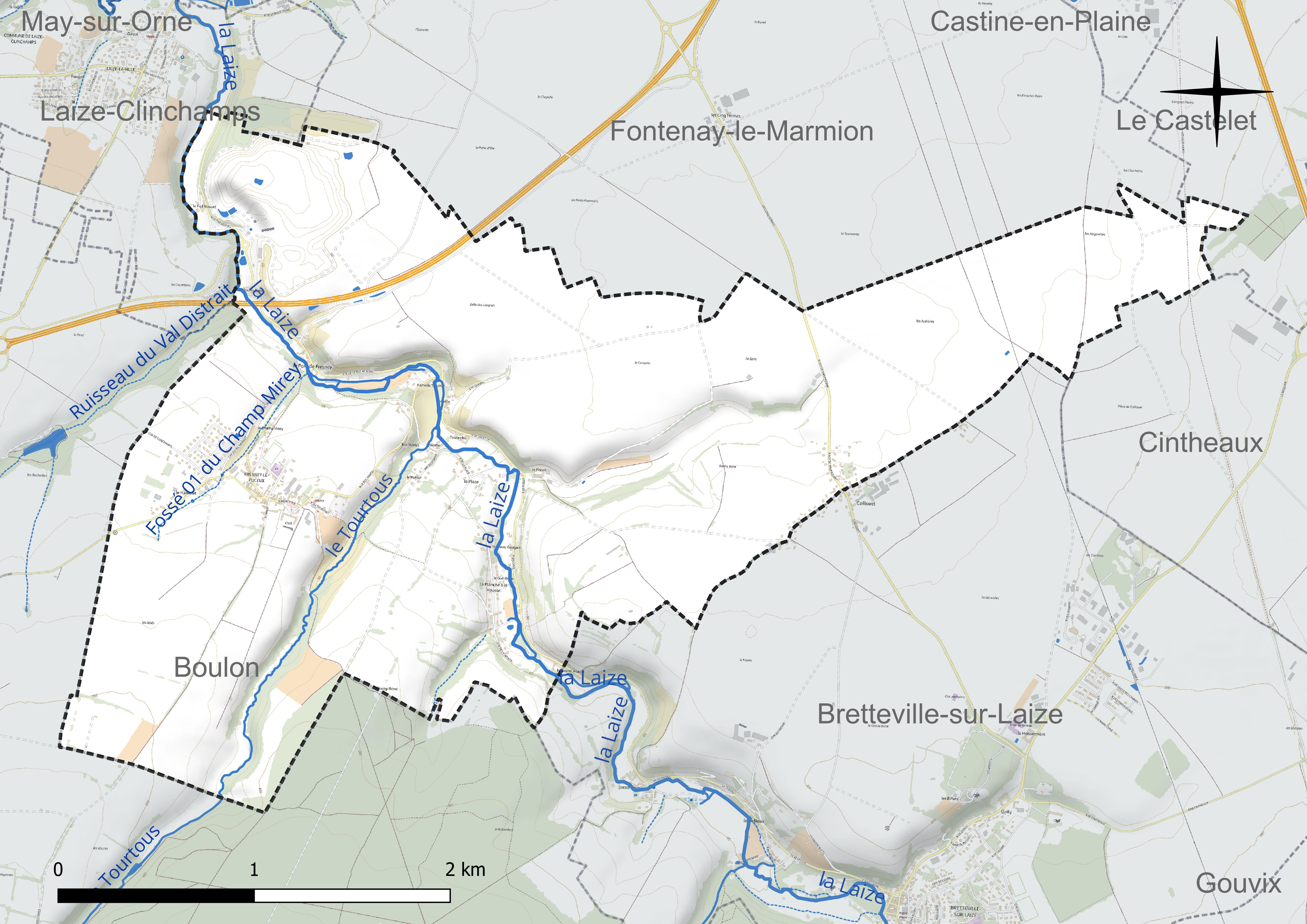
Réseau hydrographique de Fresney-le-Puceux.

### Climat
Pour des articles plus généraux, voir Climat de la Normandie et Climat du Calvados.
En 2010, le climat de la commune est de type climat océanique altéré, selon une étude du CNRS s'appuyant sur une série de données couvrant la période 1971-2000. En 2020, Météo-France publie une typologie des climats de la France métropolitaine dans laquelle la commune est exposée à un climat océanique et est dans la région climatique  Normandie (Cotentin, Orne), caractérisée par une pluviométrie relativement élevée (850 mm/a) et un été frais (15,5 °C) et venté. Parallèlement le GIEC normand, un groupe régional d'experts sur le climat, différencie quant à lui, dans une étude de 2020, trois grands types de climats pour la région Normandie, nuancés à une échelle plus fine par les facteurs géographiques locaux. La commune est, selon ce zonage, exposée à un « climat des plateaux abrités », correspondant à la plaine agricole de Caen à Falaise, sous le vent des collines de Normandie et proche de la mer, se caractérisant par une pluviométrie et des contraintes thermiques modérées.
Pour la période 1971-2000, la température annuelle moyenne est de 10,8 °C, avec  une amplitude thermique annuelle de 12,5 °C. Le cumul annuel moyen de précipitations est de 737 mm, avec 11,9 jours de précipitations en janvier et 7,7 jours en juillet. Pour la période 1991-2020, la température moyenne annuelle observée sur la station météorologique la plus proche, située sur la commune de Fresney-le-Vieux à 7 km à vol d'oiseau, est de 10,8 °C et le cumul annuel moyen de précipitations est de 826,3 mm,. Pour l'avenir, les paramètres climatiques de la commune estimés pour 2050 selon différents scénarios d'émission de gaz à effet de serre sont consultables sur un site dédié publié par Météo-France en novembre 2022.

## Urbanisme

### Typologie
Au 1er janvier 2024, Fresney-le-Puceux est catégorisée commune rurale à habitat dispersé, selon la nouvelle grille communale de densité à 7 niveaux définie par l'Insee en 2022.
Elle est située hors unité urbaine. Par ailleurs la commune fait partie de l'aire d'attraction de Caen, dont elle est une commune de la couronne,. Cette aire, qui regroupe 296 communes, est catégorisée dans les aires de 200 000 à moins de 700 000 habitants,.

### Occupation des sols
L'occupation des sols de la commune, telle qu'elle ressort de la base de données européenne d'occupation biophysique des sols Corine Land Cover (CLC), est marquée par l'importance des territoires agricoles (84,4 % en 2018), en diminution par rapport à 1990 (89,4 %). La répartition détaillée en 2018 est la suivante : 
terres arables (71,4 %), prairies (13 %), zones urbanisées (7,5 %), mines, décharges et chantiers (6,1 %), forêts (2 %). L'évolution de l'occupation des sols de la commune et de ses infrastructures peut être observée sur les différentes représentations cartographiques du territoire : la carte de Cassini (XVIIIe siècle), la carte d'état-major (1820-1866) et les cartes ou photos aériennes de l'IGN pour la période actuelle (1950 à aujourd'hui).

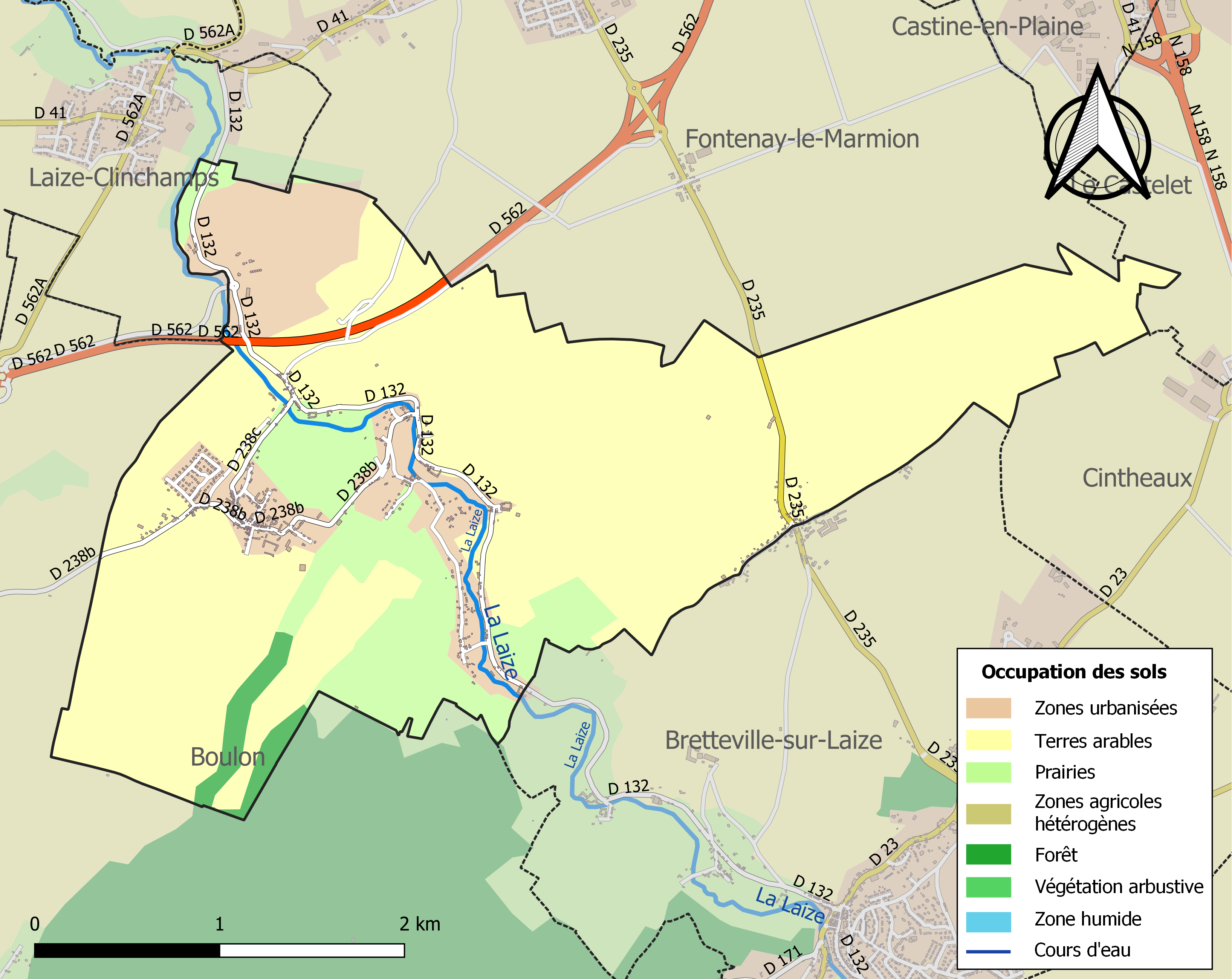
Carte des infrastructures et de l'occupation des sols de la commune en 2018 (CLC).

## Toponymie
Le nom de la localité est attesté sous la forme Fresnetum en 1190 ; Fresnei le Pucheux en 1258,,.
Fresney : « lieu planté de frênes (frênaie) »
Fresnei le Pucheux en 1258 (« Fresney-le-puceau ») : « Fresney-le-Puceux se disait pour Fresney-le-Jeune par opposition à Fresney-le-Vieux ».

## Histoire
En 1652, Charles Tabon (v 1590, + ap 1652), y était seigneur du fief noble de Bisson. Il était marié à Anne Danjou[réf. incomplète].
Le 9 mai 1860, les hameaux de Calery et de Gable-Blanc sont transférés de Fresney-le-Puceux à Boulon.

## Politique et administration
| Période                                  | Période      | Identité          | Étiquette | Qualité                                                 |
| ---------------------------------------- | ------------ | ----------------- | --------- | ------------------------------------------------------- |
| 1977                                     | 1991         | Jean Delugeau     | DVD       | Directeur de carrière (Roche blain à Fresney-le-Puceux) |
| 1991                                     | mars 2001    | Alain Doix        | DVD       |                                                         |
| mars 2001                                | mars 2014    | Didier Alphonse   | SE        | VRP                                                     |
| mars 2014                                | juillet 2020 | Serge Langeois    | SE        | Directeur de salle de spectacles                        |
| juillet 2020                             | En cours     | Jean-Pol Chavaria | SE        | Retraité de la gendarmerie                              |
| Les données manquantes sont à compléter. |              |                   |           |                                                         |

## Démographie
L'évolution du nombre d'habitants est connue à travers les recensements de la population effectués dans la commune depuis 1793. Pour les communes de moins de 10 000 habitants, une enquête de recensement portant sur toute la population est réalisée tous les cinq ans, les populations de référence des années intermédiaires étant quant à elles estimées par interpolation ou extrapolation. Pour la commune, le premier recensement exhaustif entrant dans le cadre du nouveau dispositif a été réalisé en 2005.
En 2022, la commune comptait 803 habitants, en évolution de −1,59 % par rapport à 2016 (Calvados : +1,58 %, France hors Mayotte : +2,11 %).
| 1793  | 1800 | 1806 | 1821 | 1831  | 1836  | 1841  | 1846  | 1851  |
| ----- | ---- | ---- | ---- | ----- | ----- | ----- | ----- | ----- |
| 1 000 | 810  | 988  | 997  | 1 027 | 1 076 | 1 067 | 1 084 | 1 108 |

| 1856  | 1861 | 1866 | 1872 | 1876 | 1881 | 1886 | 1891 | 1896 |
| ----- | ---- | ---- | ---- | ---- | ---- | ---- | ---- | ---- |
| 1 090 | 980  | 960  | 907  | 842  | 798  | 742  | 695  | 635  |

| 1901 | 1906 | 1911 | 1921 | 1926 | 1931 | 1936 | 1946 | 1954 |
| ---- | ---- | ---- | ---- | ---- | ---- | ---- | ---- | ---- |
| 615  | 575  | 534  | 479  | 484  | 431  | 393  | 508  | 465  |

| 1962 | 1968 | 1975 | 1982 | 1990 | 1999 | 2005 | 2006 | 2010 |
| ---- | ---- | ---- | ---- | ---- | ---- | ---- | ---- | ---- |
| 513  | 524  | 534  | 587  | 615  | 657  | 624  | 612  | 733  |

| 2015 | 2020 | 2022 | - | - | - | - | - | - |
| ---- | ---- | ---- | - | - | - | - | - | - |
| 803  | 804  | 803  | - | - | - | - | - | - |

## Lieux et monuments
- Le menhir datant du néolithique de la « Pierre Tournante », dit aussi du « Champ Bérot », classé au titre des monuments historiques par arrêté du 23 janvier 1956[34].
- Le château de Fresney-le-Puceux, construit pour Pierre d'Harcourt entre 1578 et 1584 et dont hérita sa fille Gilonne d'Harcourt. La totalité de l'édifice a été classée au titre des monuments historiques par arrêté du 9 octobre 1930[35]. L'aile ouest du logis a été ravagé par un incendie en 1932[36].
- L'église Saint-Martin (XIIe siècle) qui fait l'objet d'un recensement à l'inventaire général du patrimoine culturel[37]. On trouve un cadran canonial sur le mur sud.
- Le Chemin Haussé, voie romaine appelée également « Chemin du Duc Guillaume » qui fait l'objet d'un recensement à l'inventaire général du patrimoine culturel[38].
- La chapelle.

## Photographies

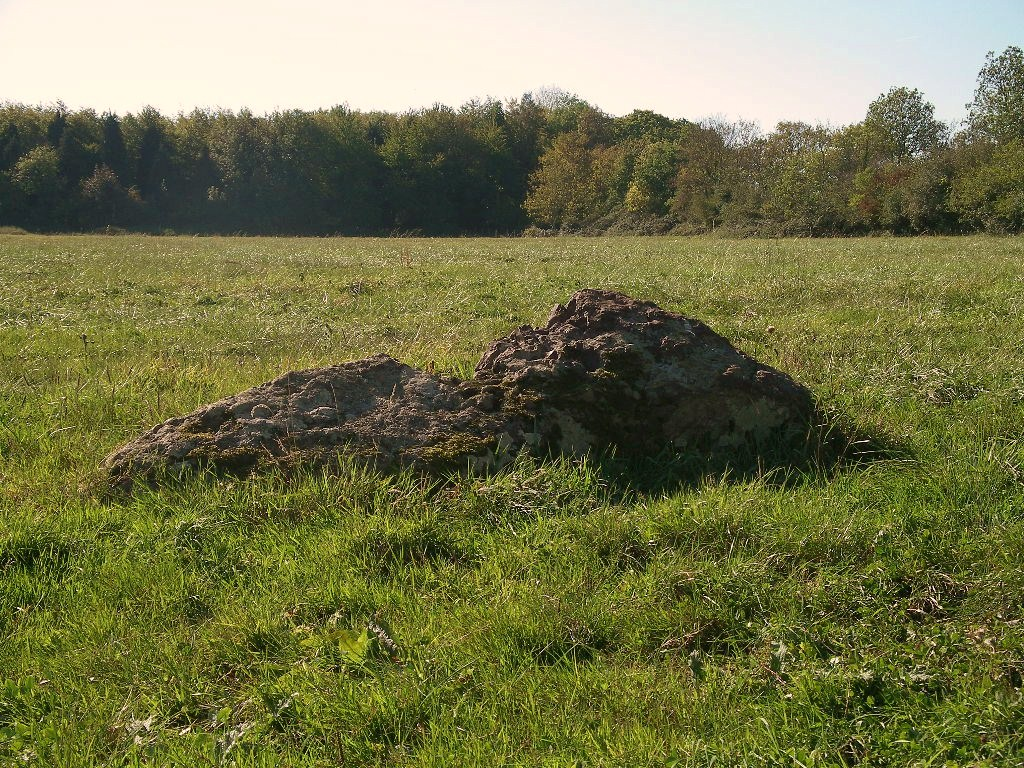
Le menhir néolithique de « la Pierre Tournante ».
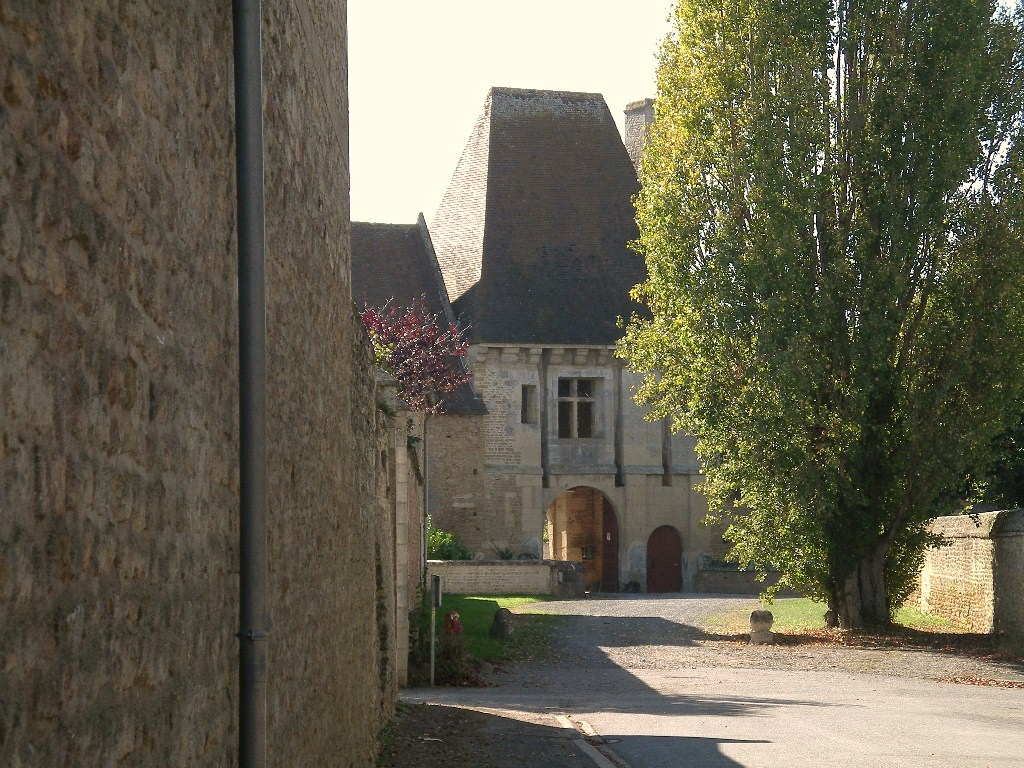
L'entrée du château.
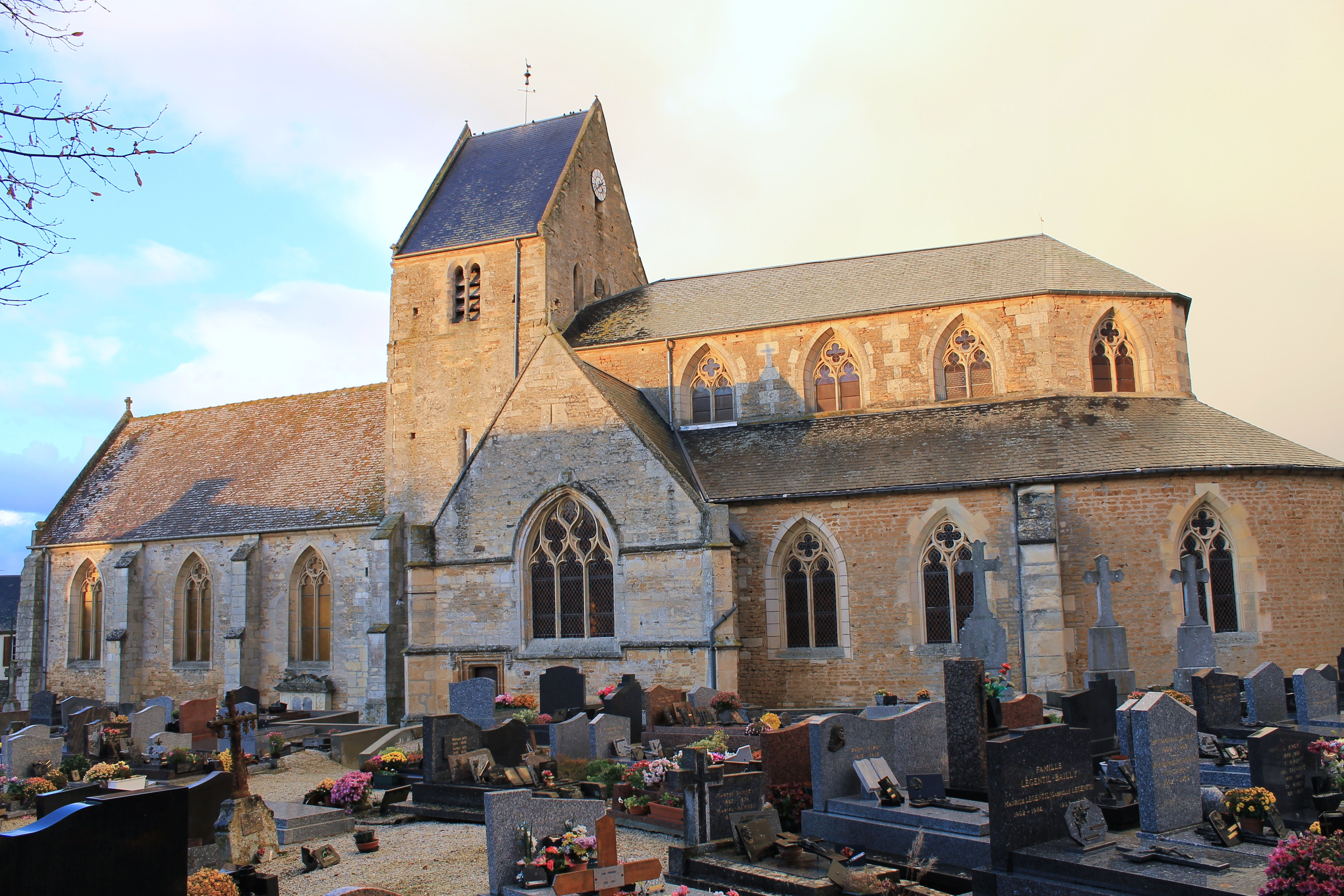
L'église Saint-Martin.
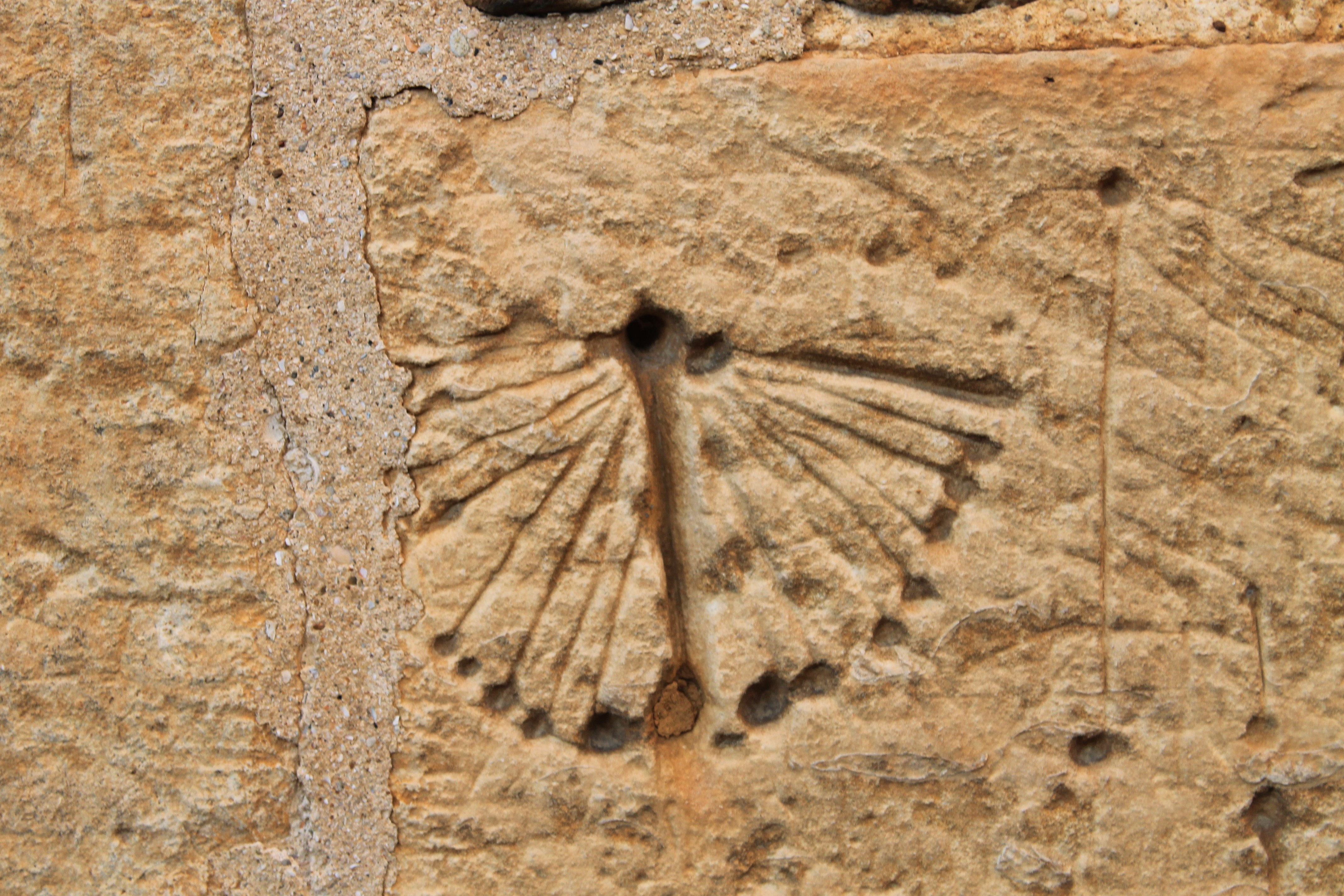
Cadran canonial.
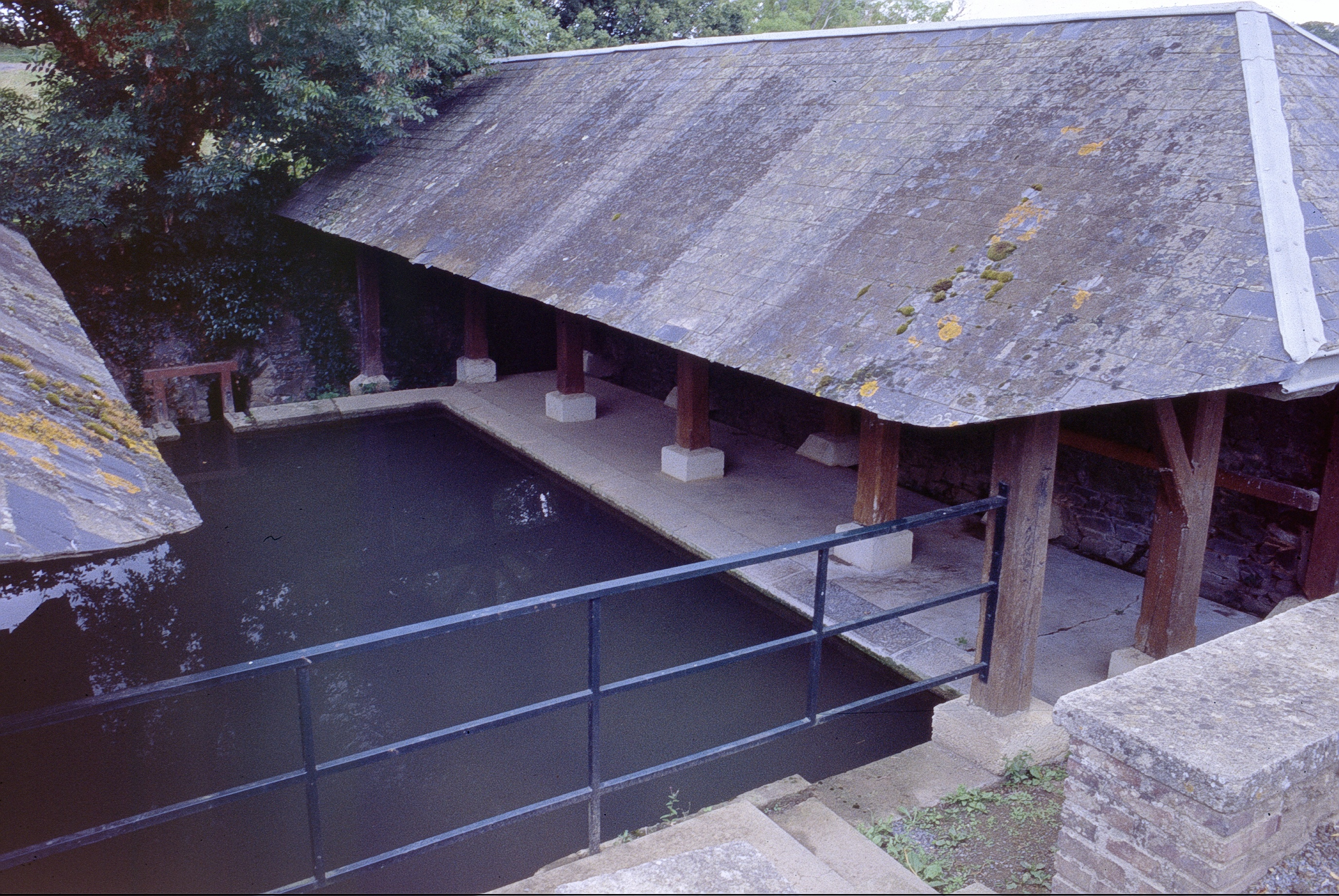
Le lavoir.

## Activité et manifestations
- Le Football Club de Fresney-le-Puceux.

## Personnalités liées
- Guillaume-Stanislas Trébutien (1800 à Fresney-le-Puceux - 1870), traducteur, orientaliste et éditeur.
- Norbert Anne (1840 à Fresney-le-Puceux-1894), homme politique.